# گوشت بوقلمون

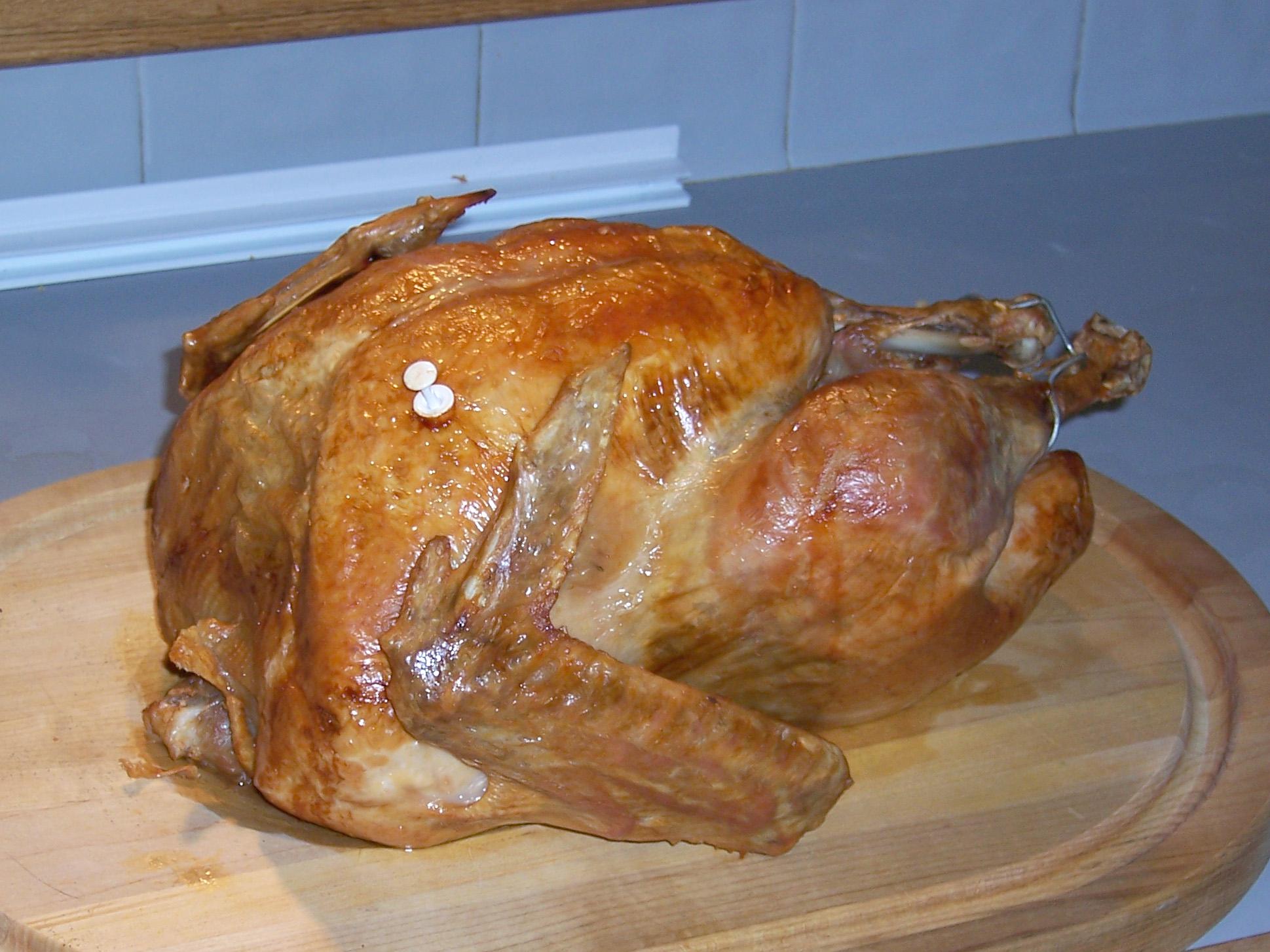
یک بوقلمون کبابی برای مراسم سنتی روز شکرگزاری در ایالات متحده آمریکا، شیء پلاستیکی سفید در سینه بوقلمون یک دماسنج پاپ آپ است.

گوشت بوقلمون (انگلیسی: Turkey meat)، یا خوراک بوقلمون، غذایی محبوب در بسیار از کشورهای جهان است. این غذا در مراسم‌هایی چون روز شکرگزاری، کریسمس و شب سال نو اهمیت زیادی پیدا می‌کند.

## بوقلمون
بوقَلَمون، گونهٔ بزرگی از پرندگان است که از سردهٔ (جنس) ملیگریس (Meleagris) و بومی آمریکای شمالی می‌باشد. بوقلمون‌ها در راسته ماکیان‌سانان (Galliformes) قرار دارند.
بوقلمون‌ها با یک ریش گوشتی که از زیر نوک آویزان است و با یک برآمدگی گوشتی که از بالای نوک آویزان است و اسنود (snood) نامیده می‌شود، متمایز می‌گردنند. با طول بالی از ۱٫۵ تا ۱٫۸ متر، بوقلمون‌ها بزرگ‌ترین پرندگان جنگل‌های محل زندگی خود هستند. همچون بسیاری از دیگر گونه‌های راستهٔ ماکیان‌سانان، بوقلمون نر بزرگ‌تر و رنگارنگ‌تر از بوقلمون ماده است.

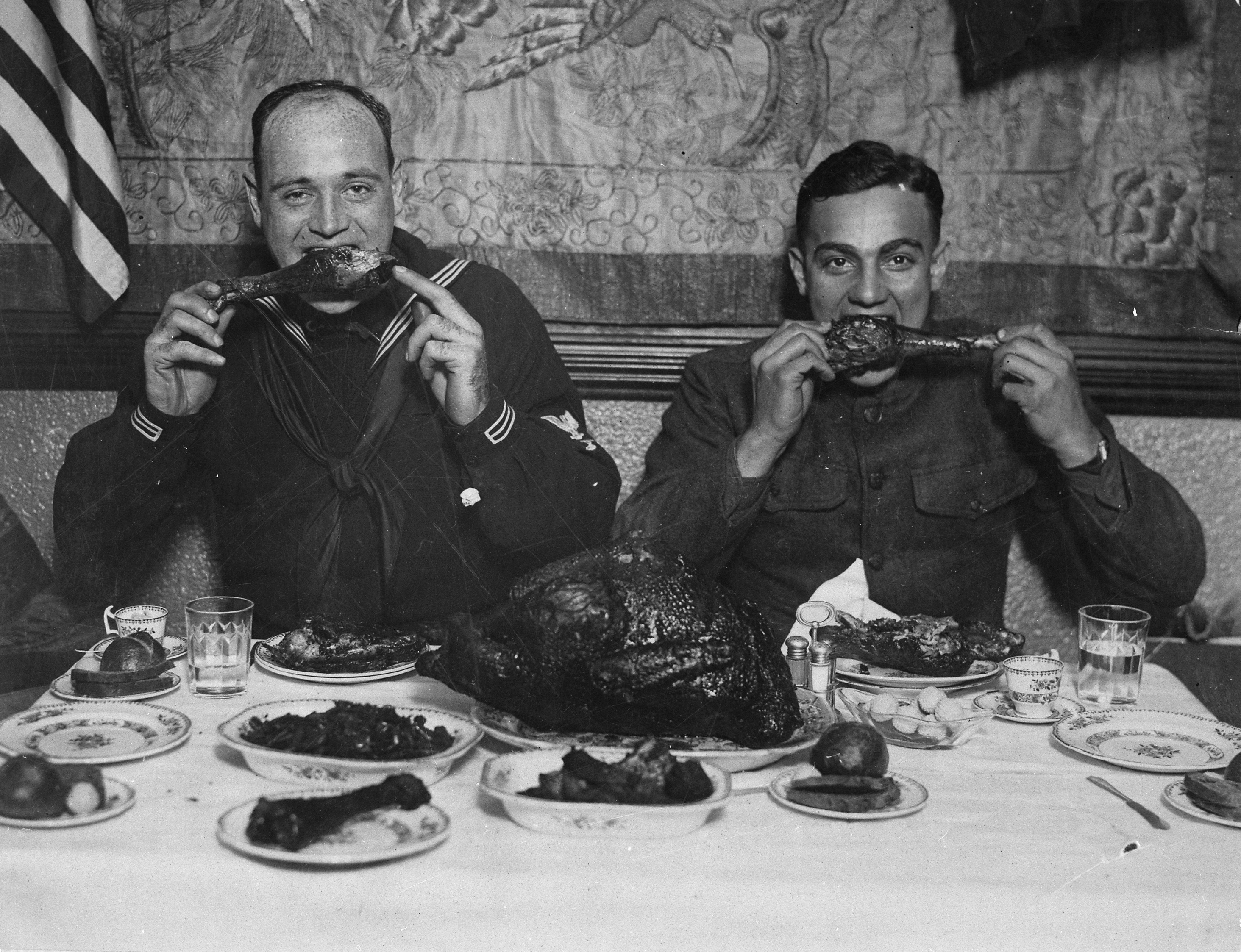
نیروهای آمریکایی در حال خوردن بوقلمون پس از جنگ جهانی اول

## گوشت
گوشت این پرنده حاوی هر دو نوع گوشت سفید و قرمز است. ۶۵ درصد گوشت بوقلمون سفید و در ناحیه سینه و ۳۵ درصد آن تیره و در ناحیه ران‌ها قرار دارد. هریک از این گوشت‌ها از نظر طعم و مزه باهم متفاوت‌اند. گوشت سینه و بال‌ها سفید و گوشت قرمز آن که اغلب در ران‌ها یافت می‌شود.

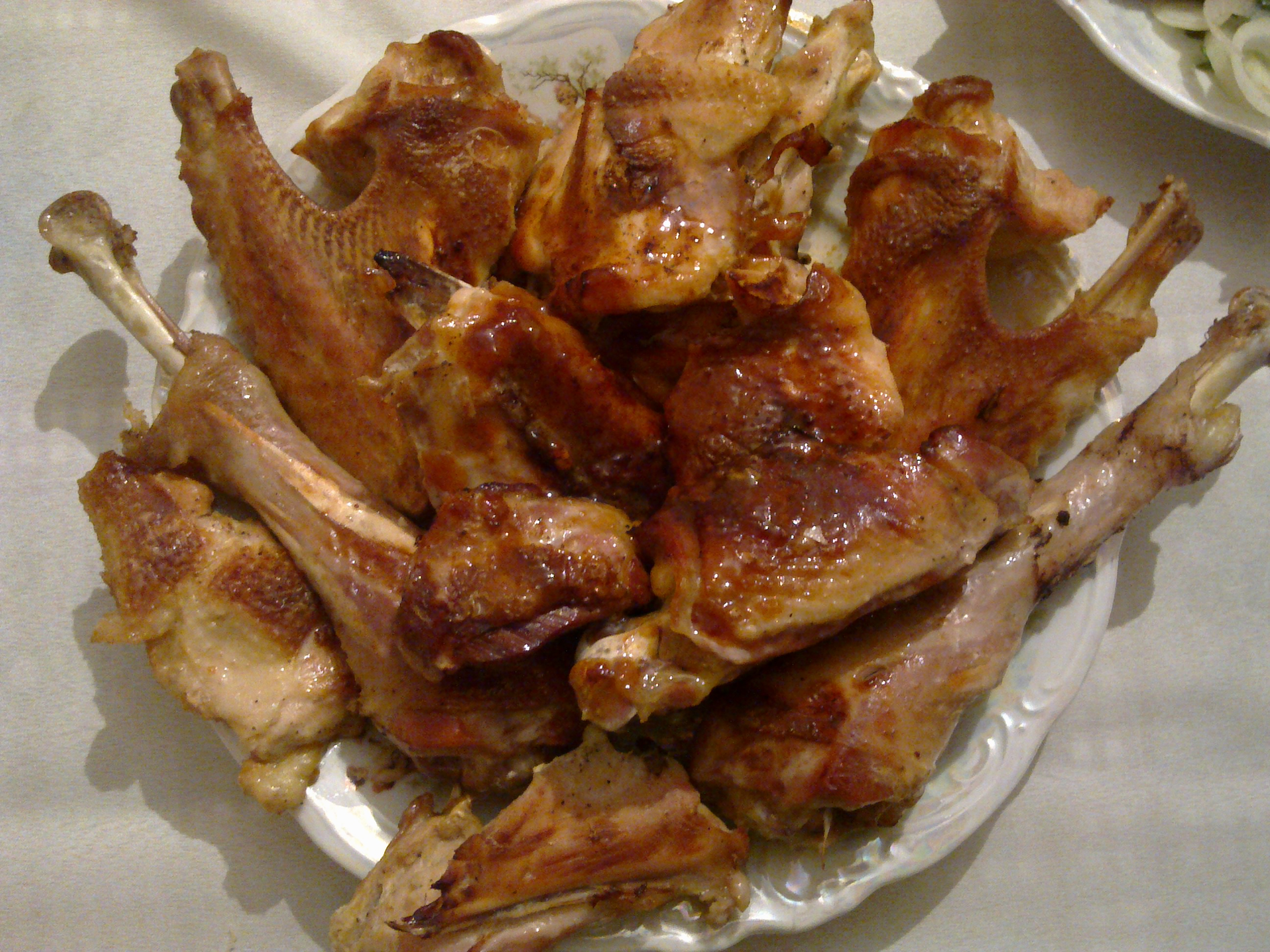
بوقلمون برشته

## فواید و مضرات

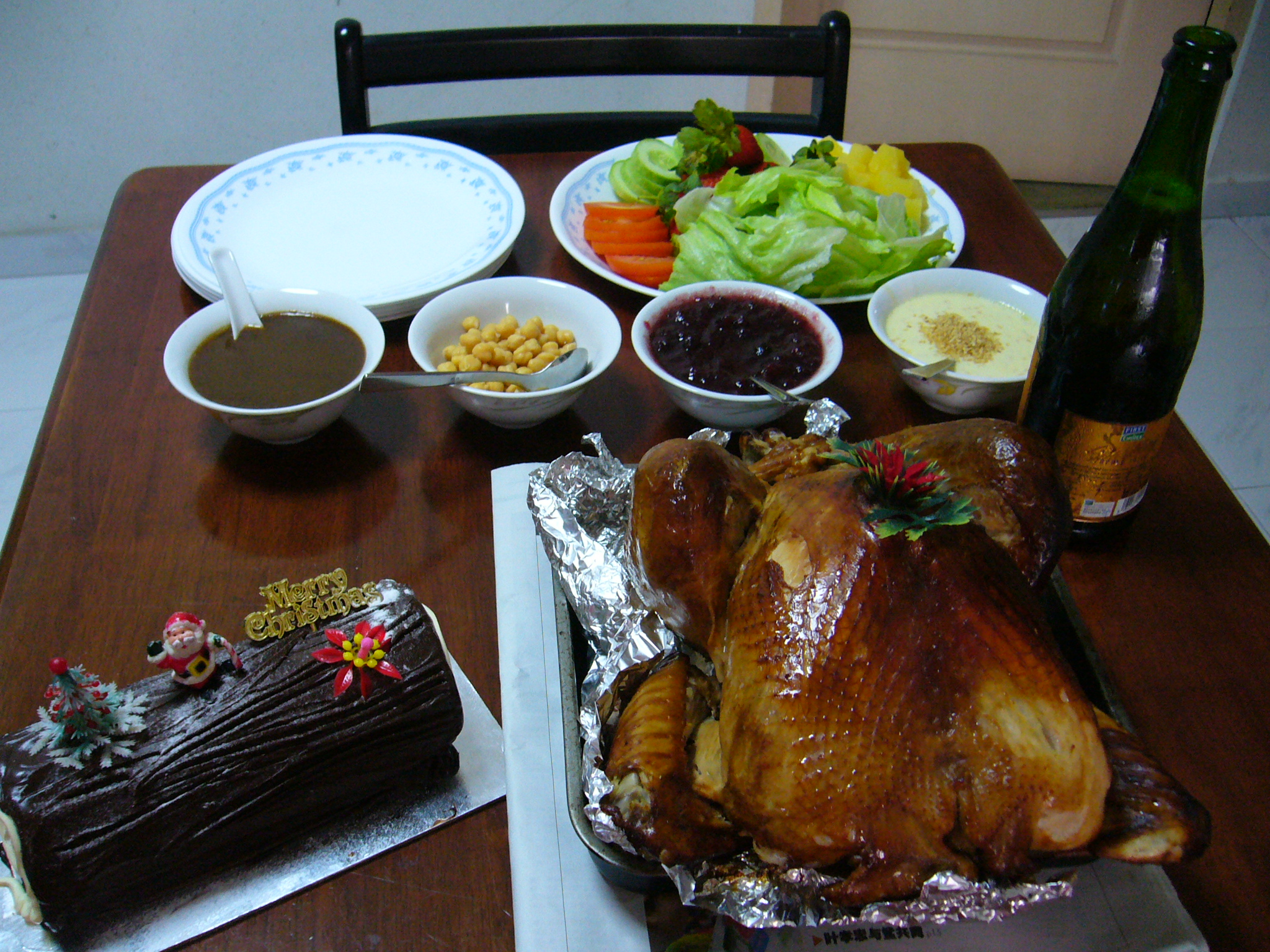
بوقلمون برشته با سالاد و مخلفات و یک ظرف دسر بوش دو نوئل در سمت چپ آن

گوشت بوقلمون به دلیل بافت ویژه‌ای که دارد هنگام طبخ حجم خود را از دست نمی‌دهد و به دلیل داشتن پروتئین بالا، حداقل چربی اشباع، کمترین سطح کلسترول و فقدان چربی میان بافتی در مقایسه با گوشت قرمز از اهمیت بسیاری برخوردار است و منبع مناسبی از ویتامین‌های A, B1، B3، B6، B12 و املاحی چون سلنیوم، منیزیم، مس، آهن، روی، پتاسیم و اسید آمینه تریپتوفان به‌شمار می‌رود.
گوشت بوقلمون دارای مقدار کمی اگزالات است؛ بنابراین بیماران مبتلا به سنگ کلیه اگزالاتی باید در مصرف آن محتاط باشند.
این گوشت به دلیل حاوی بودن اسید آمینه پورین در مبتلایان به نقرس باید به میزان بسیار کم‌مصرف شود.

## مصرف گوشت بوقلمون در ایران
متوسط مصرف گوشت بوقلمون در اروپا ۱۱ برابر ایران است.